# Time is Ticking Out
«Time is Ticking Out» —en españolː El tiempo pasa— es una canción de la banda irlandesa de rock The Cranberries. Publicada el 12 de marzo de 2002 por la compañía discográica MCA Records, fue el segundo sencillo encargado de promocionar Wake up and Smell the Coffee, su quinto álbum de estudio.
La canción, que trata sobre temas relacionados con el medio ambiente, fue escrita por Dolores O'Riordan y Noel Hogan. Fue grabada entre 2000 y 2001 en el estudio de Windmill Lane, en Dublín, junto con el resto de las canciones del álbum, siendo producida por Stephen Street.
El tema tuvo poca acogida, resultado en un fracaso comercial, solo pudiendo entrar en las listas de sencillos de Italia, en donde alcanzó el puesto número 23.

## Publicación
El tema vio la luz en marzo de 2002, siendo publicada en formato físico de sencillo en CD; las diversas versiones de este incluían versiones en directo de canciones anteriores de la banda como «Loud and Clear» y «Shattered» además de una versión acústica de «Analyse», y un remix de «Time is Ticking Out» del productor musical Marius de Vries, el que anteriormente también había mezclado «Analyse». Una edición en vinilo de 12" contentía el remix y la versión instrumental de este.
«Time is Ticking Out» se convirtió en un fracaso para la banda, incluso peor que «Analyse», el sencillo predecesor; por primera vez no lograron ingresar en las listas de canciones de su natal Irlanda al igual que en el Reino Unido. Únicamente vio un éxito moderado en Italia al alcanzar el puesto 23.

## Vídeo musical
El vídeo musical de «Time is Ticking Out» fue grabado en marzo de 2002, siendo dirigido por Maurice Linnane. El vídeo tiene un estilo que representa a los integrantes como personajes modernos del El Mago de Oz. Comienza con un camino amarillo rodeado de un paisaje de diversos colores en el que aparece O'Riordan seguida del resto de la banda, tocando el tema y rodeados por muchos girasoles. Luego aparece Noel Hogan caminando por un campo de flores rojas mientras O'Riordan continúa en el camino amarillo. A orillas de este camino hay una mesa a la que están sentados ejecutivos que están discutiendo, y entre ellos se encuentra Fergal Lawler, baterista de la banda. Después aparece Mike Hogan  cuidando unos niños que no dejan de pelear. El vídeo termina con todos los integrantes de la banda avanzando por aquel camino amarillo.

## Lista de canciones
| Sencillo en CD de cuatro pistas de Europa y Australasia 1. «Time is Ticking Out» (album version) – 2:59 2. «Time is Ticking Out» (Marius de Vries Remix) – 5:12 3. «Shattered» (Live at Vicar Street, Dublin – 11 de noviembre de 2000) – 3:38 4. «Analyse» (enhanced video) Sencillo en CD de dos pistas de Europa 1. «Time is Ticking Out» (album version) – 2:59 2. «Loud and Clear» (Live at Vicar Street, Dublin – 11 de noviembre de 2000) – 2:25 Sencillo promocional en Estados Unidos y Europa 1. «Time is Ticking Out» (album version) – 2:59 2. «Time is Ticking Out» (Marius de Vries Remix) – 5:12 | Sencillo en CD promocional en Brasil 1. «Time is Ticking Out» (album version) – 2:59 2. «Time is Ticking Out» (Marius de Vries Remix Edit) - 3:59 3. «Analyse» (Acoustic Version) - 3:30 Vinilo promocional de 12" Lado A 1. Time Is Ticking Out (The Marius De Vries Remix) Lado B 1. Time Is Ticking Out (The Marius De Vries Remix Instrumental) |

## Posicionamiento en las listas
| País   | Lista (2002) | Posición |
| ------ | ------------ | -------- |
| Italia | FIMI         | 23       |